# 群馬県立伊勢崎清明高等学校
群馬県立伊勢崎清明高等学校（ぐんまけんりついせさきせいめいこうとうがっこう）は、群馬県伊勢崎市にある県立高等学校。伊勢崎女子高校が、2005年（平成17年）に男女共学化にともなって現在の校名に改称した。単位制の高校である。

## 沿革
- 1915年（大正04年）4月1日 - 伊勢崎町立伊勢崎実科高等女学校として設立。
- 1924年（大正13年）4月1日 - 群馬県へ移管、群馬県立伊勢崎高等女学校となる。
- 1945年（昭和20年）8月15日 - 伊勢崎空襲により校舎焼失。
- 1946年（昭和21年）7月10日 - 現在地に移転。
- 1948年（昭和23年）4月10日 - 新制高等学校に移行、群馬県立伊勢崎女子高等学校となる。
- 2005年（平成17年） - 男女共学化し、群馬県立伊勢崎清明高等学校と改称。

## 学科
- 普通科

## 部活動
- 茶道
- 剣道
- 華道
- 書道
- 弓道
- 空手道
- バドミントン
- バスケットボール
- バレーボール
- ソフトボール
- ソフトテニス
- テニス
- サッカー
- ダンス
- JRC
- 硬式野球
- 漫画文芸
- 陸上競技
- 軽音楽
- 吹奏楽
- 写真
- 放送
- 美術
- 科学
- 演劇
- 英語
- 卓球
- リベラルアーツ同好会

## 著名な出身者
- 相沢礼子 - タレント、ヨガインストラクター
- 塩尻和也 - 陸上競技（長距離走）選手（リオデジャネイロオリンピック代表）
- 萩原麻由子 - 自転車ロードレース選手